# 王家廟駅
王家廟駅（おうかびょうえき）はかつて台湾台北市北投区にあった台湾鉄路管理局淡水線の駅（廃駅）である。本駅は公館路と東華街の交差点付近の天母玫瑰社の建物の脇にあった。台北捷運淡水線の唭哩岸駅と奇岩駅の近くである。因みに付近には王爺廟があるが、その誤植で王家廟と命名された。

## 駅構造
- 単式ホーム1面1線の地上駅であった。

## 利用状況
- 既に廃止されている。現役当時は無人駅で石牌駅管理であった。

## 駅周辺
- 大同電子公司
- 王爺廟

## 歴史
- 1958年6月1日 - 大同電子公司の工員通勤用に開設された。
- 1988年7月16日 - 淡水線廃止に伴って廃止された。

## 隣の駅
台湾鉄路管理局
淡水線（廃止）
北投駅 - 王家廟駅 - 石牌駅